# Венглінек (Красницький повіт)
Венглінек (пол. Węglinek) — село в Польщі, у гміні Тшидник-Дужий Красницького повіту Люблінського воєводства.
Населення — 316 осіб (2011).
У 1975-1998 роках село належало до Тарнобжезького воєводства.

## Демографія
Демографічна структура станом на 31 березня 2011 року:
|          | Загалом | Допрацездатний вік | Працездатний вік | Постпрацездатний вік |
| -------- | ------- | ------------------ | ---------------- | -------------------- |
| Чоловіки | 166     | 42                 | 104              | 20                   |
| Жінки    | 150     | 24                 | 81               | 45                   |
| Разом    | 316     | 66                 | 185              | 65                   |